# Square Peg in a Round Hole
Square Peg in a Round Hole è il secondo album degli Apparatjik ed è stato pubblicato la prima volta come download gratuito all'interno dell'app per Apple iPad Apparatjk World il giorno 11 novembre 2011. 
Gli Apparatjik sono quindi il primo artista musicale a realizzare un album in questo formato.
Il 21 febbraio 2012 l'album esce in esclusiva in versione definitiva in formato fisico e digitale attraverso il sito della band per essere successivamente commercializzato su larga scala a partire dal 2 aprile 2012.
La realizzazione dell'album ha visto la partecipazione dei fan ai quali sono state messe a disposizione le tracce originali separate (stem) per poter creare i loro remix e pre-mix ed inviarli alla band che ha poi scelto le migliori includendone parte nella versione finale. Nel contempo la band con cadenza settimanale ha pubblicato gratuitamente attraverso la sua pagina Facebook 10 versioni gratuite (denominate drafts) terminate all'undicesima settimana con la versione finale. Il progetto è iniziato il giorno 11 novembre 2011 ed è terminato in data 21 febbraio 2012.

## Tracce

### Versione definitiva
Data prima pubblicazione: 21 febbraio 2012
1. timepoLice (feat. Auto Goon) - 3:21
2. cervux seQuential (feat. Lisa A) - 4:20
3. tell the bAbes - 3:53
4. signs of waking uP - 4:04
5. do IT myself (feat. Auto Goon) - 3:05
6. BlastLOCKet (feat. Ceto A and L Gortex A) - 3:45
7. pakt - 1:23
8. COmbat disco music - 3:41
9. your voice needS SUBtitles - 3:51
10. (don't Eat The whole) banana - 3:27
11. gzMO - 4:16
12. superpositions - 1:30
13. control Park - 3:51

### App per iPad
Data di pubblicazione: 11 novembre 2011

Denominata anche Draft 1
1. Time Police - 3:23
2. Sequential - 3:17
3. Your Voice Needs Subtitles - 4:04
4. Signs of Waking Up - 3:35
5. Pakt - 1:24
6. Combat Disco Music - 3:41
7. Do It Myself - 3:07
8. .,,. (dot comma comma dot) - 5:12
9. (Don't Eat The Whole) Banana - 3:23
10. Gzmo - 4:13
11. Super-positions - 1:30
12. Control Park - 3:51

### Altre versioni

#### Draft 2
Data di upubblicazione: 20 dicembre 2011

Download gratuito
1. (Don't Eat The Whole) Banana (draft 2)
2. .,,. (dot comma comma dot) (draft 2)
3. Sequential (draft 2)
4. Signs of Waking (draft 2)
5. Time Police (draft 2)
6. Your Voice Needs Subtitles (draft 2)
7. Combat Christmas Disco (draft 2)
8. Control Park (draft 2)
9. Do It Myself (draft 2)
10. Gzmo (draft 2)

#### Draft 3
Data di pubblicazione: 27 dicembre 2011

Download gratuito
1. combat disco disco (draft 3)
2. do it myself (draft 3)
3. gzmo (draft 3)
4. pakt (draft 3)
5. quantum suicide (draft 3)
6. sign of waking (draft 3)
7. time police (draft 3)
8. your voice needs subtitles (draft 3)
9. don't eat the whole banana (draft 3)
10. control park (draft 3)
11. pixels (draft 3)

#### Draft 4
Data di pubblicazione: 3 gennaio 2012

Download gratuito
1. Combat Disco Music (draft 4)
2. Control Park (draft 4)
3. Do It Myself (draft 4)
4. Don't Eat The Whole Banana (draft 4)
5. dot commA commA dot (draft 4)
6. GZmo (draft 4)
7. Quantum Suicide (draft 4)
8. Sequential (draft 4)
9. Timepolice (draft 4)
10. Your Voice Needs Subtitles (draft 4)

#### Draft 5
Data di pubblicazione: 10 gennaio 2012

Download gratuito
1. That's The Thing About Us (draft 5)
2. Do It Myself (draft 5)
3. Combat Disco Music (draft 5)
4. Timepolice (draft 5)
5. GZmo (draft 5)
6. Your Voice Needs Subtitles (draft 5)
7. Signs Of Waking (draft 5)
8. Control Park (draft 5)
9. Quantum Suicide (draft 5)
10. Don't Eat The Whole Banana (draft 5)
11. Super-positions (draft 5)

#### Draft 6
Data di pubblicazione: 17 gennaio 2012

Download gratuito
1. Timepolice (draft 6)
2. GZmo (draft 6)
3. That's The Thing About Us (draft 6)
4. Super-Positions (draft 6)
5. Do It Myself (draft 6)
6. Aretïve (draft 6)
7. Pixels (draft 6)
8. Don't Eat The Whole Banana (draft 6)
9. Quantum Suicide (draft 6)
10. Sign Of Waking (draft 6)
11. Control Park (draft 6)

#### Draft 7
Data di pubblicazione: 24 gennaio 2012

Download gratuito
1. Timepolice (draft 7)
2. Sequential (draft 7)
3. Your Voice Needs Subtitles (draft 7)
4. Signs Of Waking (draft 7)
5. Pakt (draft 7)
6. Combat Disco Music (draft 7)
7. Do It Myself (draft 7)
8. .,,. (Dot Comma Comma Dot) (draft 7)
9. (Don't Eat The Whole) Banana (draft 7)
10. Gzmo (draft 7)
11. Super Positions (draft 7)
12. Control Park (draft 7)

#### Draft 8
Data di pubblicazione: 31 gennaio 2012

Download gratuito
1. do IT myself (draft 8)
2. timepoLice (draft 8)
3. tell the bAbes (draft 8)
4. BlastLOCKet (draft 8)
5. if you Can, solve this Jumble (draft 8)
6. signs of waking (draft 8)
7. Quantum Suicide (draft 8)
8. Pixels
9. hidden (banana) clue (draft 8)
10. that's the thing about us (draft 8)

#### = Draft 9
Data di pubblicazione: 7 febbraio 2012

Download gratuito
1. Babes TJ Inprog2
2. cervux-tI12betaEX91 (draft 9)
3. combat disco music (draft 9)
4. Do It Myself draft 9 EDIT
5. Do_it_myself_Auto_Goon_FINAL_MASTER
6. Don't Eat TJ Draft 8 Inprog1
7. Dot Comma Draft 9 I1 #01
8. Jumble TJ Inprog2
9. Signs Of Waking (draft 9)
10. Timepolice (draft 9)
11. your voice needs subtitles (draft 9)

#### Draft 10
Data di pubblicazione: 14 febbraio 2012

Download gratuito
1. Apparatjik Everybody Is A Bar Inprog3
2. Sequential (draft 10)
3. Your Voice Needs Subtitles (draft 10)
4. Signs Of Waking (draft 10)
5. Pakt (draft 10)
6. Combat Disco Music (draft 10)
7. Do It Myself (draft 10)
8. .,,. (dot comma comma dot) (draft 10)
9. (Don't Eat The Whole) Banana (draft 10)
10. GZmo (draft 10)
11. Super-positions (draft 10)
12. Control Park (draft 10)
13. Time Police (draft 10)

In questa versione, l'ultima di quelle gratuite è contenuto il brano Apparatjik Everybody Is A Bar Inprog3 composto da pezzettini estratti da tutti i file inviati dai fan.

## Formazione
- Jonas Bjerre: voce, chitarra
- Magne Furuholmen: tastiera, chitarra
- Guy Berryman : basso
- Martin Terefe: strumenti a percussione